# Berkshire County
Berkshire County är ett område i västligaste delen av delstaten Massachusetts i USA. Berkshire är ett av fjorton counties i delstaten. Den administrativa huvudorten (county seat) är Pittsfield. År 2010 hade Berkshire County 131 219 invånare.
2000 överfördes den sekundärkommunala verksamheten i countyt till delstatsmyndigheterna. Kommunerna i området samarbetar i Berkshire Regional Planning Commission.

## Geografi
Enligt United States Census Bureau har Berkshire County en total area på 2 451 km². 2 412 km² av den arean är land och 39 km² är vatten.

### Angränsande countyn
- Bennington County, Vermont - nord
- Franklin County - nordöst
- Hampshire County - öst
- Hampden County - sydöst
- Litchfield County, Connecticut - syd
- Dutchess County, New York - sydväst
- Columbia County, New York - väst
- Rensselaer County, New York - nordväst

### Städer och samhällen

#### Städer
Countyt har två stadskommuner med status av cities:
- North Adams
- Pittsfield, traditionell huvudort

#### Övriga kommuner
I New England dit Massachusetts ingår är town den vanligaste kommuntypen och i och med att Berkshire County hör till de countyn som har avskaffat countystyrelserna och överfört deras verksamhet till delstatsnivån, är primärkommunen en viktig administrativ enhet. I countyt ingår följande towns:

- Adams
- Alford
- Becket
- Cheshire
- Clarksburg
- Dalton
- Egremont
- Florida
- Great Barrington
- Hancock
- Hinsdale
- Lanesborough
- Lee
- Lenox
- Monterey
- Mount Washington
- New Ashford
- New Marlborough
- Otis
- Peru
- Richmond
- Sandisfield
- Savoy
- Sheffield
- Stockbridge
- Tyringham
- Washington
- West Stockbridge
- Williamstown
- Windsor